# Rhyzodiastes exsequiae
Rhyzodiastes exsequiae es una especie de escarabajo terrestre, categorizada en la tribu Clinidiini, de la subfamilia Rhysodinae. Se atribuye su descripción a los entomólogos de origen estadounidense Ross Taylor Bell y Joyce Elaine Rockenbach Bell, quienes la citaron por primera vez en 2009.

## Descripción
La especie mide 6,1–6,3 mm de longitud (0,24 a 0,25 pulgadas). El estilete apical de la antena es relativamente diminuto y de forma cónica, la cabeza es más larga que ancha. Los surcos frontales son anchos y poco profundos. Es muy parecida a Rhyzodiastes nitidus (R. Bell y J. Bell, 1985).

## Distribución
Se distribuye por el noroeste del estado de Amazonas, Brasil, entre la frontera venezolana y Río Negro.